# 釋道忞
道忞（1596年～1674年），字木陈，号山翁，世称木陈道忞，广东潮州潮阳人，明末清初临济宗僧人。依附滿清打壓江南的抗清士林，為其師兄弟所不齒。
其自幼喜欢佛法，读大慧禅师语录后，参谒匡庐开先寺的若昧智明，出家受戒；后又参谒密云圆悟。先后住持浙江的灵峰寺、云门寺、广润寺、大能仁寺、万寿寺、山东的法庆寺等，两度住锡天童山天童寺。
清顺治十六年（1659年），奉诏到北京万善殿与学士王熙等辩论，顺治帝赐号弘觉禅师。康熙十三年圆寂。